# 拐子馬
拐子馬亦称拐子阵或拐子马阵，是北宋的骑兵編制，拐子是左翼與右翼的意思，宋人笔记中常有“拐子马”、“东西拐子马”、“拐子城”、“两拐子”的說法。
拐子馬最早見於《鄂王行实编年》一書，作者即岳飛的孫子岳珂因襲汪若海的“三人为伍，以皮索相连”之說，以為金人用拐子马战无不胜，绍兴十年（1140年）郾城之戰中，被岳飞识破弱点，大破其阵，《宋史》延用此說，曰：“兀术有劲军，皆重铠，贯以韦索，三人为联”。此說至清初大致深信不疑，但《金史》的《兵志》及《兀朮》等传皆不载。清初女真族乾隆帝《御批通鉴辑览》曾反駁此说不合情理：“北人使马，唯以控纵便捷为主。若三马联络，马力既有参差，势必此前彼却；而三人相连，或勇怯不齐，勇者且为怯者所累，此理之易明者。 …… 况兀术战阵素娴， …… 岂肯羁绊己马以受制于人？此或彼时列队齐进，所向披靡，宋人见其势不可当，遂从而妄加之名目耳。”
《武经总要》稱“东南拐子马阵”，为大阵之左右翼也。事實上拐子馬是宋朝騎兵的編制，說拐子馬是兀朮的致勝武器則完全是张冠李戴。近人邓广铭考证“拐子马”之称，出于当时全朝部队中“河北签军”之口，所謂的「朱仙镇大捷」，大破金兀术，根本不存在，岳飞最北只打到小商桥（臨穎南方12公里处），杨再兴阵亡於此。
1956年梁鼎銘繪「岳飛大破拐子馬圖」。